# Чесноки (Алтайский край)
Чесноки — упразднённый посёлок в Ребрихинском районе Алтайского края. Входил в состав Пановского сельсовета. Исключен из учётных данных в 1983 году.

## География
Располагался в верховье реки Ребриха, приблизительно в 10 километрах (по прямой) к юго-востоку от села Шумилиха.

## История
Основан в 1922 г. В 1928 году посёлок Чесноковский состоял из 47 хозяйств, в посёлке имелась школа 1-й ступени. В административном отношении входил в состав Пановского сельсовета Ребрихинского района Барнаульского округа Сибирского края.
Решением Алтайского краевого исполнительного комитета от 11.11.1983 года № 381 посёлок исключен из учётных данных.

## Население
По данным переписи 1926 года в посёлке проживало 254 человека (131 мужчин и 123 женщины), основное население — русские.